# Pallavolo ai XIX Giochi asiatici - Torneo femminile
Il torneo di pallavolo femminile ai XIX Giochi asiatici si è svolto dal 30 settembre al 7 ottobre 2023 a Hangzhou e Huzhou, in Cina, durante i XIX Giochi asiatici: al torneo hanno partecipato tredici squadre nazionali asiatiche e la vittoria finale è andata per la nona volta, la seconda consecutiva, alla Cina.

## Impianti
|                                                                                                  |                                                                             |  |
|                                                                                                  |                                                                             |  |
| Hangzhou Normal University Cangqian Gymnasium Città: Hangzhou Capienza: 8 033 Anno d'apertura: - | Deqing Sports Centre Gymnasium Città: Huzhou Capienza: - Anno d'apertura: - |  |

## Regolamento

### Formula
La formula ha previsto:
- Prima fase, disputata con gironi all'italiana: le prime due classificate di ogni girone hanno acceduto ai gironi E e F della seconda fase, mentre l'ultima classificata del girone A, B e C e l'ultima classificata del D hanno acceduto ai gironi G e H della seconda fase.
- Seconda fase, disputata con gironi all'italiana (conservando il risultato dello scontro diretto): le prime due classificate dei gironi E e F hanno acceduto alla fase finale per il primo posto, le ultime due classificate del girone E e F hanno acceduto alla fase finale per il quinto posto, mentre le prime due classificate del girone G e H hanno acceduto alla fase finale per il nono posto.
- Fase finale, disputata con:
  - Fase finale per il primo posto, giocata con semifinali, finale per il terzo posto e finale.
  - Fase finale per il quinto posto, giocata con semifinali, finale per il settimo posto e finale per il quinto posto.
  - Fase finale per il nono posto, giocata con semifinali, finale per l'undicesimo posto e finale per il nono posto.

### Criteri di classifica
Se il risultato finale è stato di 3-0 o 3-1 sono stati assegnati 3 punti alla squadra vincente e 0 a quella sconfitta, se il risultato finale è stato di 3-2 sono stati assegnati 2 punti alla squadra vincente e 1 a quella sconfitta.
L'ordine del posizionamento in classifica è stato definito in base a:
- Numero di partite vinte;
- Punti;
- Ratio dei set vinti/persi;
- Ratio dei punti realizzati/subiti;
- Risultati degli scontri diretti.

## Squadre partecipanti
| Squadra        | Qualificazione      | Ultima partecipazione |
| -------------- | ------------------- | --------------------- |
| Afghanistan    | Wild card           | Debutto               |
| Cina           | Paese organizzatore | Giacarta 2018         |
| Corea del Nord | Wild card           | Canton 2010           |
| Corea del Sud  | Wild card           | Giacarta 2018         |
| Giappone       | Wild card           | Giacarta 2018         |
| Hong Kong      | Wild card           | Giacarta 2018         |
| India          | Wild card           | Giacarta 2018         |
| Kazakistan     | Wild card           | Giacarta 2018         |
| Mongolia       | Wild card           | Canton 2010           |
| Nepal          | Wild card           | Debutto               |
| Taipei cinese  | Wild card           | Giacarta 2018         |
| Thailandia     | Wild card           | Giacarta 2018         |
| Vietnam        | Wild card           | Giacarta 2018         |

## Torneo

### Prima fase
| Girone A       | Girone B      | Girone C      | Girone D    |
| -------------- | ------------- | ------------- | ----------- |
| Cina           | Mongolia      | Corea del Sud | Afghanistan |
| Corea del Nord | Taipei cinese | Nepal         | Giappone    |
| India          | Thailandia    | Vietnam       | Hong Kong   |
| -              | -             | -             | Kazakistan  |

#### Girone A

##### Risultati
| 30 settembre 2023 Deqing Sports Centre Gymnasium, Huzhou Durata: ? - Spettatori: 1 800 | India          | 1 - 3 | Corea del Nord | 25-23, 22-25, 17-25, 16-25 |
| 1º ottobre 2023 Deqing Sports Centre Gymnasium, Huzhou Durata: ? - Spettatori: 1 980   | Cina           | 3 - 0 | India          | 25-9, 25-9, 25-9           |
| 2 ottobre 2023 Deqing Sports Centre Gymnasium, Huzhou Durata: ? - Spettatori: 2 100    | Corea del Nord | 0 - 3 | Cina           | 13-25, 15-25, 8-25         |

##### Classifica
| Pos. | Squadra        | Pt | G | V | P | SV | SP | Ratio | PF  | PS  | Ratio |
| ---- | -------------- | -- | - | - | - | -- | -- | ----- | --- | --- | ----- |
| 1.   | Cina           | 6  | 2 | 2 | 0 | 6  | 0  | MAX   | 150 | 63  | 2,380 |
| 2.   | Corea del Nord | 3  | 2 | 1 | 1 | 3  | 4  | 0,750 | 134 | 155 | 0,864 |
| 3.   | India          | 0  | 2 | 0 | 2 | 1  | 6  | 0,166 | 107 | 173 | 0,618 |

      Qualificata al girone E.
      Qualificata al girone G.

#### Girone B

##### Risultati
| 30 settembre 2023 Deqing Sports Centre Gymnasium, Huzhou Durata: ? - Spettatori: 2 000 | Taipei cinese | 3 - 0 | Mongolia      | 25-19, 25-12, 25-8         |
| 1º ottobre 2023 Deqing Sports Centre Gymnasium, Huzhou Durata: ? - Spettatori: 1 950   | Thailandia    | 3 - 1 | Taipei cinese | 25-18, 24-26, 25-12, 25-13 |
| 2 ottobre 2023 Deqing Sports Centre Gymnasium, Huzhou Durata: ? - Spettatori: 2 000    | Mongolia      | 0 - 3 | Thailandia    | 14-25, 20-25, 12-25        |

##### Classifica
| Pos. | Squadra       | Pt | G | V | P | SV | SP | Ratio | PF  | PS  | Ratio |
| ---- | ------------- | -- | - | - | - | -- | -- | ----- | --- | --- | ----- |
| 1.   | Thailandia    | 6  | 2 | 2 | 0 | 6  | 1  | 6,000 | 174 | 115 | 1,513 |
| 2.   | Taipei cinese | 3  | 2 | 1 | 1 | 4  | 3  | 1,333 | 144 | 138 | 1,043 |
| 3.   | Mongolia      | 0  | 2 | 0 | 2 | 0  | 6  | 0,000 | 85  | 150 | 0,566 |

      Qualificata al girone F.
      Qualificata al girone H.

#### Girone C

##### Risultati
| 30 settembre 2023 Deqing Sports Centre Gymnasium, Huzhou Durata: ? - Spettatori: 1 900 | Vietnam       | 3 - 0 | Nepal         | 25-4, 25-16, 25-13                |
| 1º ottobre 2023 Hangzhou University Gymnasium, Hangzhou Durata: ? - Spettatori: 4 800  | Corea del Sud | 2 - 3 | Vietnam       | 25-16, 25-22, 22-25, 22-25, 11-15 |
| 2 ottobre 2023 Hangzhou University Gymnasium, Hangzhou Durata: ? - Spettatori: 4 950   | Nepal         | 0 - 3 | Corea del Sud | 21-25, 14-25, 11-25               |

##### Classifica
| Pos. | Squadra       | Pt | G | V | P | SV | SP | Ratio | PF  | PS  | Ratio |
| ---- | ------------- | -- | - | - | - | -- | -- | ----- | --- | --- | ----- |
| 1.   | Vietnam       | 5  | 2 | 6 | 2 | 6  | 2  | 3,000 | 178 | 138 | 1,289 |
| 2.   | Corea del Sud | 4  | 2 | 5 | 3 | 5  | 3  | 1,666 | 180 | 149 | 1,208 |
| 3.   | Nepal         | 0  | 2 | 0 | 6 | 0  | 6  | 0,000 | 79  | 150 | 0,526 |

      Qualificata al girone E.
      Qualificata al girone G.

#### Girone D

##### Risultati
| 30 settembre 2023 Hangzhou University Gymnasium, Hangzhou Durata: ? - Spettatori: 5 200 | Giappone    | 3 - 0 | Hong Kong   | 25-17, 25-10, 25-15 |
| 30 settembre 2023 Hangzhou University Gymnasium, Hangzhou Durata: ? - Spettatori: 4 300 | Kazakistan  | 0 - 3 | Afghanistan | 25-4, 25-5, 25-3    |
| 1º ottobre 2023 Hangzhou University Gymnasium, Hangzhou Durata: ? - Spettatori: 4 500   | Hong Kong   | 0 - 3 | Kazakistan  | 13-25, 12-25, 15-25 |
| 1º ottobre 2023 Hangzhou University Gymnasium, Hangzhou Durata: ? - Spettatori: 4 700   | Afghanistan | 0 - 3 | Giappone    | 2-25, 0-25, 5-25    |
| 2 ottobre 2023 Hangzhou University Gymnasium, Hangzhou Durata: ? - Spettatori: 5 000    | Giappone    | 3 - 0 | Kazakistan  | 25-17, 25-20, 25-13 |
| 2 ottobre 2023 Hangzhou University Gymnasium, Hangzhou Durata: ? - Spettatori: 4 800    | Hong Kong   | 3 - 0 | Afghanistan | 25-2, 25-7, 25-3    |

##### Classifica
| Pos. | Squadra     | Pt | G | V | P | SV | SP | Ratio | PF  | PS  | Ratio |
| ---- | ----------- | -- | - | - | - | -- | -- | ----- | --- | --- | ----- |
| 1.   | Giappone    | 9  | 2 | 3 | 0 | 9  | 0  | MAX   | 225 | 99  | 2,272 |
| 2.   | Kazakistan  | 6  | 2 | 2 | 1 | 6  | 3  | 2,000 | 200 | 127 | 1,574 |
| 3.   | Hong Kong   | 3  | 2 | 1 | 2 | 3  | 6  | 0,500 | 157 | 162 | 0,969 |
| 4.   | Afghanistan | 0  | 2 | 0 | 3 | 0  | 9  | 0,000 | 31  | 225 | 0,137 |

      Qualificata al girone F.
      Qualificata al girone H.

### Seconda fase
| Girone E       | Girone F      | Girone G | Girone H    |
| -------------- | ------------- | -------- | ----------- |
| Cina           | Giappone      | India    | Afghanistan |
| Corea del Nord | Kazakistan    | Nepal    | Hong Kong   |
| Corea del Sud  | Taipei cinese | -        | Mongolia    |
| Vietnam        | Thailandia    | -        | -           |

#### Girone E

##### Risultati
| 4 ottobre 2023 Hangzhou University Gymnasium, Hangzhou Durata: ? - Spettatori: 4 600 | Vietnam        | 3 - 1 | Corea del Nord | 25-17, 25-20, 20-25, 25-22 |
| 4 ottobre 2023 Hangzhou University Gymnasium, Hangzhou Durata: ? - Spettatori: 5 260 | Cina           | 3 - 0 | Corea del Sud  | 25-12, 25-21, 25-16        |
| 5 ottobre 2023 Hangzhou University Gymnasium, Hangzhou Durata: ? - Spettatori: 4 800 | Corea del Nord | 1 - 3 | Corea del Sud  | 25-19, 21-25, 9-25, 20-25  |
| 5 ottobre 2023 Hangzhou University Gymnasium, Hangzhou Durata: ? - Spettatori: 5 400 | Cina           | 3 - 0 | Vietnam        | 25-13, 25-13, 25-11        |

##### Classifica
| Pos. | Squadra        | Pt | G | V | P | SV | SP | Ratio | PF  | PS  | Ratio |
| ---- | -------------- | -- | - | - | - | -- | -- | ----- | --- | --- | ----- |
| 1.   | Cina           | 9  | 2 | 3 | 0 | 9  | 0  | MAX   | 225 | 122 | 1,844 |
| 2.   | Vietnam        | 5  | 2 | 2 | 1 | 6  | 6  | 1,000 | 235 | 264 | 0,890 |
| 3.   | Corea del Sud  | 4  | 2 | 1 | 2 | 5  | 7  | 0,714 | 248 | 253 | 0,980 |
| 4.   | Corea del Nord | 0  | 2 | 0 | 3 | 2  | 9  | 0,222 | 195 | 264 | 0,738 |

      Qualificata alla fase finale per il primo posto.
      Qualificata alla fase finale per il quinto posto.

#### Girone F

##### Risultati
| 4 ottobre 2023 Deqing Sports Centre Gymnasium, Huzhou Durata: ? - Spettatori: 1 950 | Thailandia    | 3 - 0 | Kazakistan    | 25-18, 25-12, 25-11        |
| 4 ottobre 2023 Deqing Sports Centre Gymnasium, Huzhou Durata: ? - Spettatori: 2 000 | Giappone      | 3 - 1 | Taipei cinese | 25-15, 21-25, 25-18, 25-21 |
| 5 ottobre 2023 Deqing Sports Centre Gymnasium, Huzhou Durata: ? - Spettatori: 2 000 | Taipei cinese | 3 - 1 | Kazakistan    | 16-25, 25-15, 25-23, 25-18 |
| 5 ottobre 2023 Deqing Sports Centre Gymnasium, Huzhou Durata: ? - Spettatori: 2 000 | Thailandia    | 0 - 3 | Giappone      | 23-25, 19-25, 23-25        |

##### Classifica
| Pos. | Squadra       | Pt | G | V | P | SV | SP | Ratio | PF  | PS  | Ratio |
| ---- | ------------- | -- | - | - | - | -- | -- | ----- | --- | --- | ----- |
| 1.   | Giappone      | 9  | 2 | 3 | 0 | 9  | 1  | 9,000 | 246 | 194 | 1,268 |
| 2.   | Thailandia    | 6  | 2 | 2 | 1 | 6  | 4  | 1,500 | 239 | 185 | 1,291 |
| 3.   | Taipei cinese | 3  | 2 | 1 | 2 | 5  | 7  | 0,714 | 239 | 276 | 0,865 |
| 4.   | Kazakistan    | 0  | 2 | 0 | 3 | 1  | 9  | 0,111 | 172 | 241 | 0,713 |

      Qualificata alla fase finale per il primo posto.
      Qualificata alla fase finale per il quinto posto.

#### Girone G

##### Risultati
| 4 ottobre 2023 Hangzhou University Gymnasium, Hangzhou Durata: ? - Spettatori: 4 900 | India | 3 - 1 | Nepal | 25-23, 26-28, 25-23, 25-17 |

##### Classifica
| Pos. | Squadra | Pt | G | V | P | SV | SP | Ratio | PF  | PS  | Ratio |
| ---- | ------- | -- | - | - | - | -- | -- | ----- | --- | --- | ----- |
| 1.   | India   | 3  | 2 | 1 | 0 | 3  | 1  | 3,000 | 101 | 91  | 1,109 |
| 2.   | Nepal   | 0  | 2 | 0 | 1 | 1  | 3  | 0,333 | 91  | 101 | 0,900 |

      Qualificata alla fase finale per il nono posto.

#### Girone H

##### Risultati
| 4 ottobre 2023 Deqing Sports Centre Gymnasium, Huzhou Durata: ? - Spettatori: 2 000  | Mongolia | 1 - 3 | Hong Kong   | 21-25, 20-25, 25-18, 24-26 |
| 5 ottobre 2023 Hangzhou University Gymnasium, Hangzhou Durata: 0h:00 - Spettatori: 0 | Mongolia | 3 - 0 | Afghanistan | 25-0, 25-0, 25-0           |

##### Classifica
| Pos. | Squadra     | Pt | G | V | P | SV | SP | Ratio | PF  | PS  | Ratio |
| ---- | ----------- | -- | - | - | - | -- | -- | ----- | --- | --- | ----- |
| 1.   | Hong Kong   | 6  | 2 | 2 | 0 | 6  | 1  | 6,000 | 169 | 102 | 1,656 |
| 2.   | Mongolia    | 3  | 2 | 1 | 1 | 4  | 3  | 1,333 | 165 | 94  | 1,755 |
| 3.   | Afghanistan | 0  | 2 | 0 | 2 | 0  | 6  | 0,000 | 12  | 150 | 0,080 |

      Qualificata alla fase finale per il nono posto.

### Fase finale

#### Finali 1º e 3º posto
|  | Semifinali | Semifinali | Semifinali |          |    | Finale          | Finale          | Finale          |  |
|  |            |            |            |          |    |                 |                 |                 |  |
|  | 1E         | Cina       | 3          |          |    |                 |                 |                 |  |
|  | 1E         | Cina       | 3          |          |    |                 |                 |                 |  |
|  | 2F         | Thailandia | 0          |          |    |                 |                 |                 |  |
|  | 2F         | Thailandia | 0          |          | 1E | Cina            | 3               |                 |  |
|  |            |            |            |          | 1E | Cina            | 3               |                 |  |
|  |            |            | 1F         | Giappone | 0  |                 |                 |                 |  |
|  | 2E         | Vietnam    | 1F         | Giappone | 0  | 1               |                 |                 |  |
|  | 2E         | Vietnam    |            |          |    | 1               |                 |                 |  |
|  | 1F         | Giappone   | 3          |          |    | Finale 3º posto | Finale 3º posto | Finale 3º posto |  |
|  | 1F         | Giappone   | 3          |          |    |                 |                 |                 |  |
|  |            |            |            |          |    |                 |                 |                 |  |
|  |            |            |            |          |    | 2E              | Vietnam         | 0               |  |
|  |            |            |            |          |    | 2E              | Vietnam         | 0               |  |
|  |            |            |            |          |    | 2F              | Thailandia      | 3               |  |

##### Semifinali
| 6 ottobre 2023 Hangzhou University Gymnasium, Hangzhou Durata: ? - Spettatori: 4 800 | Vietnam | 1 - 3 | Giappone   | 24-26, 21-25, 25-23, 16-25 |
| 6 ottobre 2023 Hangzhou University Gymnasium, Hangzhou Durata: ? - Spettatori: 5 600 | Cina    | 3 - 0 | Thailandia | 25-21, 25-23, 25-15        |

##### Finale 3º posto
| 7 ottobre 2023 Hangzhou University Gymnasium, Hangzhou Durata: ? - Spettatori: 4 600 | Vietnam | 0 - 3 | Thailandia | 19-25, 23-25, 20-25 |

##### Finale 1º posto
| 7 ottobre 2023 Hangzhou University Gymnasium, Hangzhou Durata: ? - Spettatori: 6 800 | Cina | 3 - 0 | Giappone | 25-15, 25-21, 25-21 |

#### Finali 5º e 7º posto
|  | Semifinali | Semifinali     | Semifinali |               |    | Finale 5º posto | Finale 5º posto | Finale 5º posto |  |
|  |            |                |            |               |    |                 |                 |                 |  |
|  | 3E         | Corea del Sud  | 3          |               |    |                 |                 |                 |  |
|  | 3E         | Corea del Sud  | 3          |               |    |                 |                 |                 |  |
|  | 4F         | Kazakistan     | 0          |               |    |                 |                 |                 |  |
|  | 4F         | Kazakistan     | 0          |               | 3E | Corea del Sud   | 3               |                 |  |
|  |            |                |            |               | 3E | Corea del Sud   | 3               |                 |  |
|  |            |                | 3F         | Taipei cinese | 0  |                 |                 |                 |  |
|  | 4E         | Corea del Nord | 3F         | Taipei cinese | 0  | 1               |                 |                 |  |
|  | 4E         | Corea del Nord |            |               |    | 1               |                 |                 |  |
|  | 3F         | Taipei cinese  | 3          |               |    | Finale 7º posto | Finale 7º posto | Finale 7º posto |  |
|  | 3F         | Taipei cinese  | 3          |               |    |                 |                 |                 |  |
|  |            |                |            |               |    |                 |                 |                 |  |
|  |            |                |            |               |    | 4F              | Kazakistan      | 2               |  |
|  |            |                |            |               |    | 4F              | Kazakistan      | 2               |  |
|  |            |                |            |               |    | 4E              | Corea del Nord  | 3               |  |

##### Semifinali
| 6 ottobre 2023 Deqing Sports Centre Gymnasium, Huzhou Durata: ? - Spettatori: 2 000 | Corea del Sud  | 3 - 0 | Kazakistan    | 25-18, 25-18, 25-16       |
| 6 ottobre 2023 Deqing Sports Centre Gymnasium, Huzhou Durata: ? - Spettatori: 2 000 | Corea del Nord | 1 - 3 | Taipei cinese | 27-29, 23-25, 25-21, 9-25 |

##### Finale 7º posto
| 7 ottobre 2023 Deqing Sports Centre Gymnasium, Huzhou Durata: ? - Spettatori: 2 000 | Kazakistan | 2 - 3 | Corea del Nord | 9-25, 25-18, 20-25, 25-20, 10-15 |

##### Finale 5º posto
| 7 ottobre 2023 Deqing Sports Centre Gymnasium, Huzhou Durata: ? - Spettatori: 2 000 | Corea del Sud | 3 - 0 | Taipei cinese | 25-21, 25-22, 25-17 |

#### Finali 9º e 11º posto
|  | Semifinali | Semifinali | Semifinali |          |    | Finale 9º posto  | Finale 9º posto  | Finale 9º posto  |  |
|  |            |            |            |          |    |                  |                  |                  |  |
|  | 1G         | India      | 3          |          |    |                  |                  |                  |  |
|  | 1G         | India      | 3          |          |    |                  |                  |                  |  |
|  | 2H         | Mongolia   | 0          |          |    |                  |                  |                  |  |
|  | 2H         | Mongolia   | 0          |          | 1G | India            | 3                |                  |  |
|  |            |            |            |          | 1G | India            | 3                |                  |  |
|  |            |            | 2H         | Mongolia | 2  |                  |                  |                  |  |
|  | 2G         | Nepal      | 2H         | Mongolia | 2  | 0                |                  |                  |  |
|  | 2G         | Nepal      |            |          |    | 0                |                  |                  |  |
|  | 1H         | Hong Kong  | 3          |          |    | Finale 11º posto | Finale 11º posto | Finale 11º posto |  |
|  | 1H         | Hong Kong  | 3          |          |    |                  |                  |                  |  |
|  |            |            |            |          |    |                  |                  |                  |  |
|  |            |            |            |          |    | 1H               | Hong Kong        | 2                |  |
|  |            |            |            |          |    | 1H               | Hong Kong        | 2                |  |
|  |            |            |            |          |    | 2G               | Nepal            | 3                |  |

##### Semifinali
| 6 ottobre 2023 Deqing Sports Centre Gymnasium, Huzhou Durata: ? - Spettatori: 2 000  | India | 3 - 0 | Mongolia  | 25-16, 25-20, 25-17 |
| 6 ottobre 2023 Hangzhou University Gymnasium, Hangzhou Durata: ? - Spettatori: 4 900 | Nepal | 0 - 3 | Hong Kong | 22-25, 16-25, 18-25 |

##### Finale 11º posto
| 7 ottobre 2023 Deqing Sports Centre Gymnasium, Huzhou Durata: ? - Spettatori: 2 000 | Mongolia | 2 - 3 | Nepal | 25-17, 18-25, 21-25, 25-18, 12-15 |

##### Finale 9º posto
| 7 ottobre 2023 Hangzhou University Gymnasium, Hangzhou Durata: ? - Spettatori: 4 800 | India | 3 - 2 | Hong Kong | 25-18, 18-25, 20-25, 25-19, 15-9 |

## Classifica finale
| Pos | Squadra        | Rosa |
| --- | -------------- | --- |
|     | Cina           | Formazione: 1 Yuan, 3 Diao, 5 Gao, 6 Gong, 7 Wang Y.y., 10 Wang Y.l., 11 Zhong, 12 Li, 14 Zheng, 16 Ding, 18 Wang M., 21 Wu, CT: Cai Bin                                                                                  |
|     | Giappone       | Formazione: 1 Iwasaki, 2 Shimamura, 3 Satō, 4 Meguro, 5 Nakamoto, 6 Tanaka, 7 Osanai, 8 Ogawa, 9 M. Nakagawa, 10 T. Nakagawa, 11 Nishikawa, 12 Hirayama, CT: Manabe                                                       |
|     | Thailandia     | Formazione: 1 Srithong, 2 Pannoy, 3 Guedpard, 5 Nuekjang, 12 HBamrungsuk, 16 Kokram, 17 Janthawisut, 18 Kongyot, 19 Moksri, 21 Sooksod, 23 Manakij, 99 Bundasak, CT: Sriwatcharamethakul                                  |
| 4.  | Vietnam        | Formazione: 3 Thị Thanh Thúy, 8 Thị Nguyệt Anh, 9 Thị Bích Thủy, 11 Thị Kiều Trinh, 12 Khánh Đang, 14 Thị Kim Thoa, 15 Thị Trinh, 16 Thị Như Quỳnh, 17 Thị Xuân, 19 Thị Lâm Oanh, 20 Tú Linh, 22 Thị Luyến, CT: Tuấn Kiệt |
| 5.  | Corea del Sud  | Formazione: 2 Lee J.a., 5 Kim D.i., 6 Park E.j., 7 Kim J.w., 8 Kim Y.y., 12 Moon, 13 Park J.a., 14 Lee D.h., 15 Lee S.w., 17 Jung, 19 Pyo, 97 Kang, CT: Hernández                                                         |
| 6.  | Taipei cinese  | Formazione: 1 Lai, 2 Chang, 5 Wu, 6 Chiu, 7 Lin S.h., 9 Kan, 10 Hsu, 12 Liao, 13 Huang, 14 Lin C.y., 16 Chen T.y., 19 Hu, CT: Chen Y.a.                                                                                   |
| 7.  | Corea del Nord | Formazione: 1 Kim H.n., 2 Uh, 3 Pyon, 4 Kim J.h., 5 Son, 7 Kim K.h., 8 Ri, 9 Hyang, 11 Choe, 12 Kim H.j., 14 Jo, 15 Ri, CT: -                                                                                             |
| 8.  | Kazakistan     | Formazione: 2 Jarlagassova, 4 Mikhailova, 5 Sarsenbayeva, 14 Nikolayeva, 15 Beket, 16 Nikitina, 18 Anikonova, 21 Sagimbayeva, 24 Syroyeshkina, 27 Smirnova, 29 Belova, 99 Kozhanberdina, CT: Gilyazutdinov                |
| 9.  | India          | Formazione: 1 Kovat Shaji, 3 Abraham, 4 Johnson, 5 Soorya, 6 Kandoth, 7 Rajendran Nair Sindhu, 8 Kambrath Poyili, 10 Saravanan, 11 Narikunnil Salikumar, 12 Raveendran, 16 Nirmala, 17 Vijayan, CT: Mahadev Patil         |
| 10. | Hong Kong      | Formazione: 1 Cheung, 3 Fung, 7 Yeung, 8 Chim, 12 Pang, 15 Yu, 19 To, 20 Ngai, 22 Koo, 30 Yim, 44 Lam, 45 Ho, CT: Chuen                                                                                                   |
| 11. | Nepal          | - |
| 12. | Mongolia       | - |
| 13. | Afghanistan    | - |